# Ea Drông
Ea Drông là một xã thuộc tỉnh Đắk Lắk, Việt Nam.

## Địa lý
Xã Ea Drông nằm ở phía đông thị xã Buôn Hồ, có vị trí địa lý:
- Phía đông giáp huyện Krông Năng
- Phía tây giáp các phường An Lạc, Thiện An và xã Ea Siên
- Phía nam giáp xã Ea Siên
- Phía bắc giáp huyện Krông Búk.

Xã Ea Drông có diện tích 58,66 km², dân số năm 2022 là 15.462 người, mật độ dân số đạt 263 người/km².

## Lịch sử
Trước đây, Ea Drông là một xã thuộc huyện Krông Búk.
Ngày 26 tháng 5 năm 1992, Ban Tổ chức Chính phủ ban hành Quyết định số 313-TCCP
 về việc thành lập xã Ea Siên trên cơ sở 1.700 ha diện tích tự nhiên và 1.000 người của xã Ea Drông.
Sau khi điều chỉnh, xã Ea Drông còn lại 5.200 ha diện tích tự nhiên với 4.357 nhân khẩu. Xã Ea Drông bao gồm 3 Hợp tác xã: Ea Muich, Ea Ngăch, Ea Bar.
Ngày 23 tháng 12 năm 2008, Chính phủ ban hành Nghị định 07/NĐ-CP về việc chuyển toàn bộ 4.801,55 ha diện tích tự nhiên và 10.059 người của xã Ea Drông về thị xã Buôn Hồ mới thành lập.
Ngày 28 tháng 9 năm 2024, Ủy ban Thường vụ Quốc hội ban hành Nghị quyết số 1193/NQ-UBTVQH15 về việc sắp xếp đơn vị hành chính cấp xã của tỉnh Đắk Lắk giai đoạn 2023 – 2025 (nghị quyết có hiệu lực từ ngày 1 tháng 11 năm 2024). Theo đó, điều chỉnh 10,73 km² diện tích tự nhiên và quy mô dân số là 2.911 người còn lại của xã Ea Blang vào xã Ea Drông.
Xã Ea Drông có 58,66 km² diện tích tự nhiên và quy mô dân số là 15.462 người.